# Roger Gaborit
Pour les articles homonymes, voir Gaborit.
Roger Gaborit, né le 12 décembre 1903 et mort le 20 mai 1996, est un homme politique français.

## Biographie
Issue d'une famille de petite bourgeoisie, son père est vétérinaire, il suit des études d'allemand et devient professeur au lycée Pierre-Loti de Rochefort. Résistant, il est décoré de la Croix de Guerre et de la Médaille de la Résistance.
Président de la délégation administration spéciale de Rochefort en novembre 1944, il est élu maire de cette ville en mai 1945, et conseiller général, dans le canton de Rochefort-Nord en septembre.
Tête de la liste du Rassemblement des gauches républicaines en Charente-maritime lors des élections législatives de novembre 1946, il obtient 13,8 % des voix et est élu député.
Réélu maire de Rochefort en 1947, il devient, trois ans plus tard, président de la commission de la marine marchande et des pêches de l'assemblée nationale.
Lors des législatives de 1951, sa liste obtient 21 % des voix. Apparenté avec les listes SFIO, MRP et de droite, le RGR obtient deux sièges, et Gaborit est réélu député.
Durant cette législature, il est vice-président de la commission de la marine marchande et des pêches, rapporteur du budget de la marine marchande.
La même année, cependant, il est battu coup sur coup aux municipales, puis aux cantonales, par le gaulliste Ernest Guépin. Il continue cependant de siéger au conseil municipal, mais dans l'opposition.
Il s'intéresse de plus en plus aux affaires internationales. En novembre 1953, il se prononce pour la construction d'une Europe des Six afin de s'opposer à un retour en force de l'Allemagne en Europe. Il est aussi rapporteur du projet de loi ratifiant la CED, dont il défend l'adoption, mais qui est rejeté en août 1954.
Il fait alors partie des radicaux qui, après avoir voté pour l'investiture de Mendès-France, refusent de le soutenir et provoquent sa chute en février 1955, puis soutiennent Edgar Faure.
Lors des élections de janvier 1956, sa liste perd beaucoup de voix, mais, avec seulement 12,5 % des suffrages, il est tout de même réélu.
Bien qu'il vote en faveur de l'investiture de Guy Mollet, sa rupture définitive avec Mendès est actée lorsqu'il est remplacé à son poste de Questeur de l'Assemblée par Pierre Mailhé. Après le congrès radical d'octobre 1956, il quitte le groupe mendésiste pour rejoindre les radicaux-socialistes qui siègent au centre-droit.
Après la fin de la Quatrième République, il ne retrouve pas son siège à l'Assemblée nationale.

## Détail des fonctions et des mandats
Mandat parlementaire
- 19 juillet 1946 - 19 juillet 1958 : Député de la Charente-Maritime